# سلیم النصری
سلیم النصری (عربی: سليم النصري؛ زادهٔ ۱ ژانویهٔ ۱۹۷۷) تیرانداز اهل عمان است. وی در بازی‌های المپیک تابستانی ۲۰۰۴ شرکت کرده‌است.